# ViaQuatro
ViaQuatro es una empresa perteneciente a la Companhia de Concessões Rodoviárias, siendo responsable por la operación y mantenimiento de la Línea 4 - Amarilla del metro de São Paulo, a través de un contrato de concesión de 30 años siendo una asociación público-privada con el gobierno del Estado de São Paulo.

## Flota de ViaQuatro
La Línea 4 Amarilla contará con una flota de 174 vehículos:
| Línea | Año       | Fabricante | País de Origen | Trenes / Vehículos | Numeración Flota / Vehículos |
| 4     | 2008/2010 | Rotem      | Corea del Sur  | 14/29*             | 401/429 / 4011 al 4183       |

- Observación : El número total es de 29 trenes/174 coches.